# ليوناردو مايا
ليوناردو مايا هو مهندس برازيلي، ولد في 4 ديسمبر 1980.